# Al Beard
Albert Beard, detto Al (Fort Valley, 27 aprile 1942), è un ex cestista statunitense, professionista nella ABA.